# Єфимов Микола Іванович
Мико́ла Іва́нович Єфи́мов (Єфімов) (9 грудня 1932, місто Москва, тепер Російська Федерація — 2 серпня 2022, місто Москва, Російська Федерація) — радянський державний діяч, журналіст, голова Державного комітету СРСР із друку, головний редактор газети «Известия». Член ЦК КПРС у 1990—1991 роках.

## Життєпис
Народився в родині робітника.
У 1950—1955 роках — студент факультету журналістики Московського державного університету імені Ломоносова.
У 1955—1957 роках — редактор відділу друку Великої Британії Радянського інформаційного бюро в Москві.
У 1957—1961 роках — редактор представництва Радінформбюро у Великій Британії.
У 1961—1965 роках — відповідальний секретар, головний редактор об'єднаної редакції газет для Англії та Норвегії Головної редакції періодичних видань у країнах Західної Європи та Північної Америки Агенції друку «Новости» в Москві.
Член КПРС з 1962 року.
У 1965—1966 роках — головний редактор періодики для Англії Головної редакції країн Північної Америки Агенції друку «Новости».
У 1966—1971 роках — радник посольства СРСР у Великій Британії, завідувач бюро Агентства друку «Новости» у Великій Британії — шеф-редактор газети «Soviet Weekly» в Лондоні.
У 1971—1972 роках — головний редактор журналу «Спутник» Агенції друку «Новости» в Москві.
У 1972—1976 роках — член правління, головний редактор Головної редакції централізованих матеріалів Агенції друку «Новости».
У 1976—1980 роках — заступник голови правління — директор видавництва Агенції друку «Новости».
У 1980—1983 роках — заступник голови правління Агенції друку «Новости» — головний редактор газети «Московские новости».
У 1983—1988 роках — перший заступник головного редактора газети «Известия».
У 1988—1989 роках — заступник завідувача Ідеологічного відділу ЦК КПРС — завідувач підвідділу зовнішньополітичної інформації та міжнародних зв'язків.
17 липня 1989 — 30 липня 1990 року — голова Державного комітету СРСР з друку.
У травні 1990 — серпні 1991 року — головний редактор газети «Известия». У серпні 1991 року відсторонений від керівництва редакцією рішенням редколегії і трудового колективу газети за підтримку Державного комітету з надзвичайного стану в СРСР.
У 1992 році створив у Москві російсько-італійську газету «Modus Vivendi International», що виходила нетривалий час.
У 1995 — квітні 2011 року — заступник головного редактора — відповідальний секретар журналу «Российская Федерация сегодня».
Помер 2 серпня 2022 року в Москві.

## Нагороди і звання
- орден Леніна
- орден Трудового Червоного Прапора
- орден Дружби народів (21.01.1981)
- два ордени «Знак Пошани» (9.09.1971, 15.01.1976)
- медалі
- Почесна грамота Президії Верховної ради Російської РФСР